# David Deppierraz
David Deppierraz, né en 1974 à Denezy, est un scénographe, réalisateur, directeur artistique et architecte vaudois.

## Biographie
Après l'obtention d'un master en architecture à l'EPFL en 1999, David Deppierraz s’engage dans la création, la production et la gestion de projets théâtraux ou cinématographiques en tant que scénographe, scénariste et directeur artistique,. À partir de 2001, il réalise plus de 50 scénographies pour le théâtre, le cinéma ou l'évènementiel. Ces expériences lui donnent l'occasion de pratiquer la gestion artistique mais aussi logistique et financière. En 2007 il fonde Dahlia Production en collaboration avec Laurence Iseli, label sous lequel il réalise plusieurs spectacles théâtraux, et assume la codirection du festival Les jeux du Castrum à Yverdon-les-Bains. Il est aussi nommé codirecteur artistique des éditions 2008 et 2010 de la manifestation Photo, mise en place par le magazine l’Illustré. En 2018, Deppierraz participe à la création du spectacle Solstices dont il est à la fois chef de projet, directeur artistique et auteur. Solstices regroupe plus de 800 intervenants et est présenté lors la Fête du Blé et du Pain à Echallens,, avec un excellent accueil critique,.
David Deppierraz est le fils d'Yvette Théraulaz et collabore à plusieurs de ses spectacles en tant que scénographe,. Il était compagnon de Stefania Pinnelli (1976 - 2022) et est père de deux filles.

## Filmographie

### Réalisateur
2004 - Les Voisins, avec Stefania Pinnelli
2006 - Label Ethis, avec Stefania Pinnelli
2007 - Au-delà, les souvenirs sont notre maison, avec Stefania Pinnelli
2008 - Martine et le bal du samedi soir, avec Stefania Pinnelli et Nicolas Veuthey
2010 - In Nomine Patris, avec Stefania Pinnelli
2011 - Un monde discret, avec Stefania Pinnelli

### Scénariste
2011 - Un monde discret, avec Stefania Pinnelli

### Producteur
2011 - Un monde discret, avec Stefania Pinnelli